# Tomáš Honěk
Tomáš Honěk (* 2. června 1985) je český kytarista. V současnosti[kdy?] působí v komorním souboru Duo Teres.

## Umělecký profil
Na kytaru začal hrát v deseti letech na ZUŠ v Semilech. Od roku 2000 studoval na konzervatoři v Pardubicích u prof. Stanislava Juřici. V roce 2010 vystudoval hru na kytaru na Hudební fakultě Janáčkovy akademie múzických umění v Brně (v roce 2007 titul BcA., v roce 2010 titul MgA.).
Pravidelně se účastní kytarových festivalů a mistrovských tříd renomovaných kytaristů a pedagogů v ČR i v zahraničí (Mikulov, Vídeň, Koblenz, Split, Bělehrad, atd.). Studoval v mistrovských třídách Thomase Ofermanna a Jense Wagnera (Duo Sonare), Aniela Desideria, Costase Cotsiolise, Zorana Dukiče, Pabla Marqueze, Leo Brouwera, Marca Sociase a dalších. V roce 2006 ukončil šestý ročník kombinovaného studia konzervatoře v Pardubicích a v roce 2007 úspěšně složil státní zkoušku bakalářského studia JAMU pod vedením prof. Martina Myslivečka a doc. MgA. Vladislava Bláhy, ArtD. Od roku 2008 studoval druhý ročník navazujícího magisterského studia JAMU v Brně rovněž pod vedením těchto pedagogů. Je držitelem několika národních i mezinárodních ocenění.
V roce 1999 získal 1. cenu v ústředním kole celostátní soutěže ZUŠ v Opavě, v roce 2000 získal 3. cenu na Mezinárodním bienále Kutná Hora, v roce 2002 získal 1. cenu na Soutěži konzervatoří České republiky, stal se finalistou Mezinárodního bienále Kutná Hora a získal čestné uznání na mezinárodní soutěži Mladí gitaristi Dolný Kubín (SR), v roce 2003 získal 3. cenu na mezinárodní soutěži Guitarart festival Belgrade (Srbsko). Za rok 2002 a 2003 mu byla udělena cena „Nejlepší student města Pardubic“ od primátora města.